# Cantone di Maurs
Il Cantone di Maurs è una divisione amministrativa dell'arrondissement di Aurillac.
A seguito della riforma approvata con decreto del 13 febbraio 2014, che ha avuto attuazione dopo le elezioni dipartimentali del 2015, è passato da 14 a 19 comuni. Dal 1º gennaio 2016 i comuni si sono ridotti a 18 per effetto di una fusione.

## Composizione
I 14 comuni facenti parte prima della riforma del 2014 erano:
- Boisset
- Fournoulès
- Leynhac
- Maurs
- Montmurat
- Mourjou
- Quézac
- Rouziers
- Saint-Antoine
- Saint-Constant
- Saint-Étienne-de-Maurs
- Saint-Julien-de-Toursac
- Saint-Santin-de-Maurs
- Le Trioulou

Dal 2015 i comuni appartenenti al cantone sono passati a 19, ridottisi poi a 18 dal 1º gennaio 2016 a seguito della fusione dei comuni di Saint-Constant e Fournoulès a formare il nuovo comune di Saint-Constant-Fournoulès:
- Boisset
- Leynhac
- Marcolès
- Maurs
- Montmurat
- Mourjou
- Quézac
- Roannes-Saint-Mary
- Rouziers
- Saint-Antoine
- Saint-Constant-Fournoulès
- Saint-Étienne-de-Maurs
- Saint-Julien-de-Toursac
- Saint-Mamet-la-Salvetat
- Saint-Santin-de-Maurs
- Sansac-de-Marmiesse
- Le Trioulou
- Vitrac